# City of Adelaide (корабль)
City of Adelaide (буквальный перевод — «Город Аделаида»), позднее известный как HMS Carrick (современное официальное название — SV Carrick) — клипер, старейший из сохранившихся до наших дней.
«Аделаида» была построена на верфи William Pile, Hay, and Company of Sunderland и спущена на воду в 1864 году. Она была разработана для перевозки пассажиров и грузов на регулярных рейсах из Англии в Австралию и обратно. Судно имело наборный корпус, подобно Катти Сарк, которая была построена несколько лет спустя, а также салон для пассажиров первого и второго класса. Судно сыграло большую роль в развитии колоний в Южной Австралии, много лет совершая перевозки по этому маршруту. Существуют оценки, что около 60 % южно-австралийцев могут проследить свои корни от эмигрантов, прибывших на Аделаиде.
24 августа 1874 года судно село на мель на побережье Хэнли-Бич, в шести милях южнее маяка города Аделаида. 4 сентября, после снятия с неё некоторого количества груза, корабль снялся с мели.
В 1887 году стареющий корабль был продан для использования в качестве тяжёлого транспорта и стал перевозить уголь из Тайна в Дувр, а затем — строительный лес в северной Атлантике.
Её активное использование закончилось в 1893 году, с покупкой корабля под плавучий госпиталь в Саутгемптоне. C 1923 года на службе в Британских Королевских ВМС под названием HMS Carrick (Каррик) — использовался как учебный корабль Королевского морского резерва в Гриноке. Переведён в Глазго в 1956 году, где использовался в качестве местного клуба Королевского морского резерва.
К 1990-му году корпус серьёзно износился и Каррик фактически затонул на своей стоянке на реке Клайд в центре Глазго. Шотландский военно-морской музей спас остатки и переместил их в Эрвин, Норт-Эршир. 
Начиная с 1999 года, когда Шотландия получила собственный парламент, Шотландский военно-морской музей перестал получать финансирование на содержание и реставрацию судна. Привлечь средства спонсоров также не удалось. В результате Шотландский военно-морской музей был вынужден просить разрешение на утилизацию судна, и в 2007-году со второй попытки его получил. Однако через несколько недель произошел пожар на клиппере Катти Сарк, в связи с чем интерес к "Аделаиде" резко возрос. Наконец, в 2010-м году было принято решение передать судно Австралии. В 2013-м году оно было отправлено и в феврале 2014 года прибыло в порт Аделаиду.